# Julia Boutros
Julia Boutros (in arabo جوليا بطرس‎?; Beirut, 1º aprile 1968) è una cantante libanese.
È diventata famosa negli anni '80 con una serie di canzoni come Ghabet Shams El Haq e Wen el malaieen. È sorella di Ziad Boutros e la moglie dell'ex ministro dell'Istruzione libanese Elias Bou Saab.

## Biografia
Julia è nata a Beirut, in Libano, il 1 ° aprile 1968, in una famiglia cristiana maronita, padre di Tiro e madre armena palestinese. È stata educata presso le Scuole delle Sorelle del Rosario dove ha cantato nel coro scolastico. Crescendo, lei e suo fratello erano fortemente influenzati dalle opere di Ziad Rahbani. Quando aveva 12 anni ha registrato la sua prima canzone, intitolata "A Maman", presso gli studi Elias Al Rahbani. Questa è stata presentata da lei dal suo insegnante di musica Fouad Fadel. Ha anche registrato due canzoni, "C'est la Vie" e "Viens dans Ma Vie".
L'11 ottobre 2006 Julia annunciò l'uscita di un nuovo singolo "Ahibaii" (i miei cari). I testi sono basati su una lettera inviata dal segretario generale Hezbollah Hassan Nasrallah ai combattenti nel sud del Libano durante la guerra estiva 2006 tra Hezbollah e Israele. Il poeta Ghassan Matar ha adattato il testo originale. La musica è composta da Ziad, fratello di Julia e arrangiata da Michel Fadel. I profitti della vendita del brano sono andati aiutando le famiglie dei combattenti Hezbollah e tutti i libanesi che sono morti durante il conflitto israelo-libanese. Le vendite hanno infine raccolto tre milioni di dollari per le famiglie dei civili libanesi, dei soldati, delle forze di sicurezza e dei militanti di Hezbollah che sono stati uccisi nel conflitto israelo-libanese. La somma ricavata risultò tripla rispetto all'obiettivo originale che era solo di un milione di dollari.
Oltre a sostenere Hezbollah, ha anche dato il suo sostegno ai gruppi di resistenza a Gaza con la canzone "Al-Haq Silahi" (la giustizia è la mia arma) inoltre sostiene il presidente siriano Bashar al-Assad.